# Лекомпт, Джон
Джон Чарльз Лекомпт (англ. John Charles LeCompt) — американский музыкант. Он стал частью хеви-метал-музыки Литл-Рока с середины 1990-х годов. Был участником многих групп, от неизвестных до обладателей мульти-платиновых альбомов, главным образом коллектива Evanescence. Одним из его основных соавторов стал Роки Грей, давний друг Лекомпта. Сейчас они оба являются участниками We Are the Fallen и Machina.

## Биография
Первая группа, в которой участвовал Джон, называлась Mindrage, в ней он был на должности главного вокалиста и гитариста. В июне 1998 года группа записала альбом Sown in Weakness, Raised in Power, включивший 11 треков.
Немного позже Джон стал сотрудничать с гитаристом Living Sacrifice Роки Греем, и вместе они создали группу под названием KillSystem. Из Soul Embraced к ним присоединился Чед Мур, став новым барабанщиком, а позже и техническим помощником Роки во время пребывания того в Evanescence.
Сотрудничество Джона с Evanescence прослеживается ещё в далеком 2000 году, где он упомянут Эми и Беном в буклете альбома Origin как «самый сексуальный мужчина». Фанаты полностью согласились с этим, назвав Джона впоследствии «самым горячим участником Evanescence».
Лекомпт принимал участие в написании песни «Taking Over Me» для альбома Fallen, «All that I’m Living For» для альбома The Open Door, а также «Forever Gone, Forever You».
Вместе со своим братом Джимми Лекомптом участвовали в проекте под названием «Burnt Offerings». Песня, созданная ими, называлась «Free But Hollow». Джимми некоторое время появлялся на EvBoard.
После ухода Бена Джон исполнял вокальную партию Пола МакКоя в песне Bring Me To Life. Официально покинул Evanescence 4 мая 2007 года.

## Личная жизнь
Лекомпт родился в городке Литл-Рок. Сейчас проживает в Арканзасе с женой Шелли и двумя детьми — Бетани и Джоном Лекомптом II.
У него есть 5 собак.